# Sejas de Sanabria
Sejas de Sanabria (en carballés Seixas) es una localidad española del municipio de Manzanal de los Infantes, en la provincia de Zamora, comunidad autónoma de Castilla y León.

## Historia
En la Edad Media, Sejas quedó integrado en el Reino de León, cuyos monarcas acometieron la repoblación del oeste zamorano.
Posteriormente, durante la Edad Moderna, estuvo integrado en la provincia de las Tierras del Conde de Benavente, y dentro de esta en la receptoría de Sanabria. No obstante, con la creación de las actuales provincias en 1833, Sejas pasó a formar parte de la provincia de Zamora, dentro de la Región Leonesa, quedando integrado en 1834 en el partido judicial de Puebla de Sanabria.
En torno a 1850, el antiguo municipio de Sejas de Sanabria se integró en el de Manzanal de los Infantes.